# سامی طرابلسی
سامی طرابلسی (به انگلیسی: Sami Trabelsi) (زاده ۴ فوریهٔ ۱۹۶۸) بازیکن سابق و مربی فوتبال اهل تونس است.
وی در تیم ملی فوتبال تونس ۵۲ بازی انجام داده است و عضو این تیم در جام جهانی فوتبال ۱۹۹۸ بوده است.